# Sledgehammer Games

Logo-ul anterior

Sledgehammer Games, Inc. este un dezvoltator de jocuri video american format în 2009 de Glen Schofield și Michael Condrey. Perechea a lucrat anterior la Visceral Games și sunt responsabili pentru crearea a Dead Space. Are sediul în Foster City, California. Studioul a dezvoltat și codezvoltat diverse jocuri în seria Call of Duty. Compania este deținută de Activision.
În 2024, Sledgehammer Games și-a închis biroul din California și angajații o să lucreze la domiciliu până la sfârșitul anului. 30% din angajați au fost de asemenea concediați ca parte a unei restructurări în Microsoft Gaming.

## Jocuri
| An   | Titlu                            | Platforme                                                        | Note |
| ---- | -------------------------------- | ---------------------------------------------------------------- | --- |
| 2011 | Call of Duty: Modern Warfare 3   | PlayStation 3, Xbox 360, Windows                                 | Codezvoltat cu Infinity Ward, asistat de Raven Software, Treyarch și Neversoft                                                              |
| 2014 | Call of Duty: Advanced Warfare   | PlayStation 4, Xbox One, Windows                                 | Asistat de Raven Software |
| 2017 | Call of Duty: WWII               | PlayStation 4, Xbox One, Windows                                 | Asistat de Raven Software |
| 2019 | Call of Duty: Modern Warfare     | PlayStation 4, Xbox One, Windows                                 | Asistând Infinity Ward |
| 2020 | Call of Duty: Warzone            | PlayStation 4, Xbox One, Windows                                 | Asistând Infinity Ward și Raven Software |
| 2020 | Call of Duty: Black Ops Cold War | PlayStation 4, PlayStation 5, Xbox One, Xbox Series X/S, Windows | Asistând Treyarch și Raven Software |
| 2021 | Call of Duty: Vanguard           | PlayStation 4, PlayStation 5, Xbox One, Xbox Series X/S, Windows | Asistat de Treyarch, High Moon Studios, Beenox, Raven Software, Activision Shanghai, Toys for Bob și Sumo Digital                           |
| 2022 | Call of Duty: Modern Warfare II  | PlayStation 4, PlayStation 5, Xbox One, Xbox Series X/S, Windows | Asistând Infinity Ward |
| 2022 | Call of Duty: Warzone 2.0        | PlayStation 4, PlayStation 5, Xbox One, Xbox Series X/S, Windows | Asistând Infinity Ward și Raven Software |
| 2023 | Call of Duty: Modern Warfare III | PlayStation 4, PlayStation 5, Xbox One, Xbox Series X/S, Windows | Asistat de Treyarch, Infinity Ward, Beenox, Raven Software, High Moon Studios, Activision Central Tech, Activision Shanghai și Toys for Bob |